# Wilga czarnogłowa
Wilga czarnogłowa (Oriolus larvatus) – gatunek średniej wielkości ptaka z rodziny wilgowatych (Oriolidae), zamieszkujący Afrykę Subsaharyjską. Nie jest zagrożony wyginięciem.

## Systematyka
Blisko spokrewniona z wilgą górską (O. percivali); czasami łączono je w jeden gatunek, ale różnią się ekologią i wokalizacją; w środkowej Kenii może dochodzić do hybrydyzacji między nimi. Wyróżniono pięć podgatunków O. larvatus:
- O. larvatus rolleti – Sudan Południowy i południowa Etiopia do wschodniej Demokratycznej Republiki Konga i środkowej Kenii
- O. larvatus reichenowi – Somalia do wschodniej Tanzanii
- O. larvatus angolensis – Angola i Namibia do zachodniej Tanzanii i północnego Mozambiku
- O. larvatus tibicen (syn. O. larvatus additus) – wybrzeże południowej Tanzanii do wybrzeża południowego Mozambiku
- O. larvatus larvatus – południowe Zimbabwe do interioru południowego Mozambiku i wschodniej RPA

## Występowanie
Środowiskiem naturalnym wilgi czarnogłowej są suche lasy strefy międzyzwrotnikowej (zwłaszcza akacjowe i szerokolistne) oraz busz. Gatunek ten występuje w znacznej części Afryki Subsaharyjskiej (od Sudanu Południowego i Etiopii na północy do Republiki Południowej Afryki na południu).

## Cechy gatunku
Upierzenie wilgi czarnogłowej jest żółte, głowa czarna, dziób i oczy czerwonobrązowe. Mimo jaskrawego upierzenia, jest ona częściej słyszana niż widziana, gdyż najczęściej przebywa w gęstych koronach drzew i w buszu.
Długość ciała około 22 cm. Masa ciała 59–72 g.

## Lęgi
Gniazdo zbudowane z traw, kory i gałązek połączonych ze sobą siecią pajęczą wisi około 10 metrów nad ziemią między gałęziami i z dala od pnia. Samica składa przeciętnie 2–3 jaja.

## Pożywienie
Wilgi czarnogłowe żywią się głównie owadami (gąsienice, szarańcze, chrząszcze), a także owocami.

## Status
IUCN uznaje wilgę czarnogłową za gatunek najmniejszej troski (LC, Least Concern) nieprzerwanie od 1988 roku. Liczebność światowej populacji nie została oszacowana, ale ptak ten opisywany jest jako pospolity do dość pospolitego, choć w południowo-wschodniej Etiopii rzadki. Trend liczebności populacji uznawany jest za wzrostowy.